# Список университетов и колледжей Гуйчжоу
Ниже приведен список университетов и колледжей провинции Гуйчжоу (Китай).

## Обозначения
В статье используются следующие обозначения:
- Провинциальный: учебное заведение, управляемое властями провинции.
- Частный: частное учебное заведение.
- Независимый: независимое учебное заведение.
- Ω (национальные ключевые университеты[англ.]): университеты имеющие высокий уровень поддержки со стороны центрального правительства КНР.

## Университеты
| Название                                              | Китайское название   | Год  | Тип            | Город     | Ссылка                    | Примечания                                    |
| ----------------------------------------------------- | -------------------- | ---- | -------------- | --------- | ------------------------- | --------------------------------------------- |
| Гуйчжоуский университет                               | 贵州大学             | 1902 | Провинциальный | Гуйян     | http://www.gzu.edu.cn     | Ω (недоступная ссылка) участник «Проекта 211» |
| Гуйчжоуский педагогический университет                | 贵州师范大学         | 1941 | Провинциальный | Гуйян     | https://www.gznu.edu.cn/  | (недоступная ссылка)                          |
| Гуйчжоуский финансово-экономический университет       | 贵州财经大学         | 1958 | Провинциальный | Гуйян     | https://www.gzife.edu.cn/ | (недоступная ссылка)                          |
| Гуйчжоуский университет Миньцзу                       | 贵州民族大学         | 1951 | Провинциальный | Гуйян     | http://www.gzmu.edu.cn/   | (недоступная ссылка)                          |
| Гуйчжоуский образовательный университет               | 贵州师范学院         | 1978 | Провинциальный | Гуйян     | http://www.gznc.edu.cn/   | (недоступная ссылка)                          |
| Гуйчжоуский медицинский университет                   | 贵阳医学院           | 1938 | Провинциальный | Гуйян     | http://www.gmc.edu.cn/    | (недоступная ссылка)                          |
| Гуйянский университет традиционной китайской медицины | 贵阳中医学院         | 1965 | Провинциальный | Гуйян     | http://www.gyctcm.edu.cn/ | (недоступная ссылка)                          |
| Гуйянский университет                                 | 贵阳学院             | 1993 | Провинциальный | Гуйян     | http://www.gyu.cn/        | (недоступная ссылка)                          |
| Цзуньийский медицинский университет                   | 遵义医学院           | 1947 | Провинциальный | Цзуньи    | http://www.zmc.edu.cn/    | (недоступная ссылка)                          |
| Цзуньийский педагогический университет                | 遵义师范学院         | 1969 | Провинциальный | Цзуньи    | http://www.zync.edu.cn/   |                                               |
| Синъийский педагогический университет Миньцзу         | 兴义民族师范学院     |      | Провинциальный | Синъи     | http://www.qxntc.edu.cn/  |                                               |
| Цяньнаньский педагогический университет Миньцзу       | 黔南民族师范学院     | 2000 | Провинциальный | Дуюнь     | http://www.sgmtu.edu.cn/  | (недоступная ссылка)                          |
| Люпаньшуйский педагогический университет              | 六盘水师范学院       | 1985 | Провинциальный | Люпаньшуй | http://www.lpssz.edu.cn/  |                                               |
| Тунжэньский университет                               | 铜仁学院             | 1978 | Провинциальный | Тунжэнь   | http://www.gztrc.edu.cn/  | (недоступная ссылка)                          |
| Аньшуньский университет                               | 安顺学院             | 2006 | Провинциальный | Аньшунь   | http://www.asu.edu.cn/    |                                               |
| Кайлийский университет                                | 凯里学院             | 1993 | Провинциальный | Кайли     | http://www.kluniv.edu.cn/ | (недоступная ссылка)                          |
| Гуйчжоуский университет инженерных наук               | 贵州工程应用技术学院 | 2005 | Провинциальный | Бицзе     | http://www.gues.edu.cn/   | (недоступная ссылка)                          |
| Гуйчжоуский технологический институт                  | 贵州理工学院         | 2011 | Провинциальный | Гуйян     | http://www.git.edu.cn/    | (недоступная ссылка)                          |
| Гуйчжоуский университет коммерции                     | 贵州商学院           | 1952 | Провинциальный | Гуйян     | http://www.gzcc.edu.cn    |                                               |

## Независимые колледжи[кит.]
| Название                                                                    | Китайское название           | Год  | Тип     | Город             | Ссылка                     | Примечания |
| --------------------------------------------------------------------------- | ---------------------------- | ---- | ------- | ----------------- | -------------------------- | --- |
| Шичжэньский колледж Гуйянского университета традиционной китайской медицины | 贵阳中医药学院时珍学院       | 2001 | Частный | Гуйян             | http://szxy.gyctcm.edu.cn/ | (недоступная ссылка) |
| Бизнес-колледж Гуйянского финансово-экономического университета             | 贵阳财经大学商务学院         | 2001 | Частный | Гуйян             | http://www.gzsu.edu.cn/    | (недоступная ссылка) |
| Научно-технологический колледж Гуйчжоуского университета                    | 贵州大学科技学院             | 2001 | Частный | Гуйян             | http://cst.gzu.edu.cn/     | Создан совместно Гуйчжоуским университетом и Guizhou Jiexing Huilv Aviation Flight Aid Consulting Co., Ltd.                  |
| Колледж Миндэ Гуйчжоуского университета                                     | 贵州大学明德学院             | 2001 | Частный | Гуйян             | http://mdc.gzu.edu.cn/     | Создан совместно Гуйчжоуским университетом и Tellhow Sci-Tech co., LTD                                                       |
| Гуманитарно-технологический колледж Гуйчжоуского университета Миньцзу       | 贵州民族大学人文科技学院     | 2002 | Частный | Гуйян             | http://www.gzmdrw.cn/      | (недоступная ссылка) |
| Колледж Цюши Гуйчжоуского педагогического университета                      | 贵州师范大学求是学院         | 2001 | Частный | Гуйян             | http://qsxy.gznu.edu.cn/   | (недоступная ссылка) |
| Медико-технологическая школа Цзуньийского медицинского университета         | 遵义医学院医学与科技学院     | 2001 | Частный | Цзуньи            | http://mts.zmc.edu.cn/     | Создан (недоступная ссылка) совместно Цзуньийским медицинским университетом и Gaoke Education Technology (Beijing) Co., Ltd. |
| Колледж этнической медицины Шэньци Гуйчжоуского медицинского университета   | 贵州医科大学神奇民族医药学院 | 2004 | Частный | Гуйян             | http://www.gysqxy.cn/      | Создан (недоступная ссылка) совместно Гуйчжоуским медицинским университетом и Shenqi Pharmaceutical                          |
| Институт Моутай                                                             | 茅台学院                     | 2017 | Частный | Жэньхуай (Цзуньи) | http://www.mtxy.edu.cn     | Основан (недоступная ссылка) Kweichow Moutai                                                                                 |

## Колледжи
| Название                                                                  | Китайское название       | Год  | Тип            | Город                                 | Ссылка                            | Примечания                                                                                   |
| ------------------------------------------------------------------------- | ------------------------ | ---- | -------------- | ------------------------------------- | --------------------------------- | -------------------------------------------------------------------------------------------- |
| Гуйчжоуский транспортный колледж                                          | 贵州交通职业技术学院     | 1958 | Провинциальный | Гуйян                                 | http://www.gzjtzy.net/            | НМВПК (недоступная ссылка)                                                                   |
| Гуйчжоуский технический колледж лёгкой промышленности                     | 贵州轻工职业技术学院     |      |                | Гуйян                                 | http://www.gzqy.cn/               | (недоступная ссылка)                                                                         |
| Гуйчжоуский электротехнический профессионально-технический колледж        | 贵州电力职业技术学院     |      |                | Гуйян                                 |                                   |                                                                                              |
| Гуйчжоуский колледж коммерции                                             | 贵州商业高等专科学校     | 1952 | Провинциальный | Гуйян                                 | http://www.gycc.net               |                                                                                              |
| Гуйчжоуский профессионально-технический колледж                           | 贵州职业技术学院         | 1979 |                | Гуйян                                 | http://www.gzvti.com/xysy.htm     | (недоступная ссылка)                                                                         |
| Гуйчжоуский колледж полиции                                               | 贵州警官职业学院         | 1950 | Провинциальный | Гуйян                                 | http://www.gzjgxy.cn/             | Аффилирован (недоступная ссылка) с Департаментом общественной безопасности провинции Гуйчжоу |
| Гуйянский профессионально-технический колледж                             | 贵阳职业技术学院         |      |                | Гуйян                                 | http://www.gyvtc.cn/              |                                                                                              |
| Гуйчжоуский городской профессиональный колледж                            | 贵州城市职业学院         | 2001 |                | Гуйян                                 | http://www.gzcsxy.cn/index.jsp    | (недоступная ссылка)                                                                         |
| Гуйянский медицинский колледж                                             | 贵阳护理职业学院         | 1939 |                | Гуйян                                 | http://www.gynvc.edu.cn/          | (недоступная ссылка)                                                                         |
| Гуйчжоуский институт технологий и бизнеса                                 | 贵州工商职业学院         |      |                | Цинчжэнь                              | http://www.gzgszy.com/            |                                                                                              |
| Гуйчжоуский аэрокосмический профессионально-технический колледж           | 贵州航天职业技术学院     | 2000 |                | Цзуньи                                | http://www.gzhtzy.com/            | (недоступная ссылка)                                                                         |
| Цзуньийский профессионально-технический колледж                           | 遵义职业技术学院         | 1998 |                | Цзуньи                                | http://www.zyzy.gov.cn/           |                                                                                              |
| Цзуньийский медицинско-фармацевтический колледж                           | 遵义医药高等专科学校     |      |                | Цзуньи                                | http://www.zunyiyizhuan.com/      | (недоступная ссылка)                                                                         |
| Гуйчжоуский профессионально-технический колледж электроники и информатики | 贵州电子信息职业技术学院 |      |                | Кайли                                 | https://www.gzeic.com/            | (недоступная ссылка)                                                                         |
| Юго-Восточный профессионально-технический колледж Миньцзу                 | 黔东南民族职业技术学院   | 2001 |                | Кайли                                 | http://www.qdnpt.com/             |                                                                                              |
| Гуйчжоуский Юго-Западный профессионально-технический колледж Миньцзу      | 黔西南民族职业技术学院   | 2004 |                | Синъи                                 | http://www.qxnvc.edu.cn/          | (недоступная ссылка)                                                                         |
| Цяньнаньский профессионально-технический колледж Миньцзу                  | 黔南民族职业技术学院     | 2001 |                | Дуюнь                                 | http://www.qnzy.net/              | (недоступная ссылка)                                                                         |
| Цяньнаньский медицинский колледж Миньцзу                                  | 黔南民族医学高等专科学校 | 1985 |                | Дуюнь                                 | http://www.qnmc.cn/               | (недоступная ссылка)                                                                         |
| Гуйчжоуский колледж предтеч                                               | 贵州盛华职业学院         | 2011 |                | Хуэйшуй                               | http://www.forerunnercollege.com/ | Аффилирован (недоступная ссылка) с некоммерческим фондом VIA Faith-Hope-Love                 |
| Аньшуньский профессионально-технический колледж                           | 安顺职业技术学院         |      |                | Аньшунь                               | http://www.asotc.cn/              | (недоступная ссылка)                                                                         |
| Тунжэньский политехнический колледж                                       | 揭阳职业技术学院         | 2002 |                | Тунжэнь                               | http://www.trzy.edu.cn/           | (недоступная ссылка)                                                                         |
| Гуйчжоуский инженерный профессиональный колледж                           | 贵州信息工程职业学院     | 2013 |                | Дэцзян                                | http://www.gzieu.com/             | (недоступная ссылка)                                                                         |
| Бицзейский профессионально-технический колледж                            | 毕节职业技术学院         | 2008 |                | Бицзе                                 | http://www.gzbjzy.cn/             |                                                                                              |
| Гуйчжоуский промышленно-торговый колледж                                  | 贵州工贸职业学院         |      |                | Вэйнин-И-Хуэй-Мяоский автономный уезд | http://gzgmzyxy.com/              |                                                                                              |